# Edward Ciągło
Edward Ciągło (Gołkowice Dolne; 15 de Outubro de 1953 — ) é um político da Polónia. Ele foi eleito para a Sejm em 25 de Setembro de 2005 com 9470 votos em 14 no distrito de Nowy Sącz, candidato pelas listas do partido Liga Polskich Rodzin.